# Mergus octosetaceus
Lo smergo brasiliano o smergo del Brasile (Mergus octosetaceus Vieillot, 1871) è uno smergo vero e proprio.
È un'anatra scura e snella munita di una lunga cresta. Ha un cappuccio scuro con riflessi verde-petrolio, petto grigio pallido e regioni superiori grigio scure. Ha una cresta lunga e cespugliosa, che nelle femmine è solitamente più corta.
Il suo habitat riproduttivo sono i lenti fiumi poco profondi del Brasile centro-meridionale. Nidifica nelle cavità degli alberi e, forse, nelle cavità rocciose. Si nutre soprattutto di pesci, piccole anguille, larve d'insetti, dobsonfly (Corydalis sp.) e lumache.
Questa specie è in pericolo critico. Il suo numero si è ridotto a causa dell'inquinamento dei fiumi provocato dalla distruzione delle foreste e dall'agricoltura. La popolazione attuale è stimata a meno di 250 uccelli adulti.